# Basmuti
Basmuti is een bestuurslaag in het regentschap Timor Tengah Selatan van de provincie Oost-Nusa Tenggara, Indonesië. Basmuti telt 3421 inwoners (volkstelling 2010).